# Нерегенеративный спутниковый ретранслятор
Нерегенеративный спутниковый ретранслятор — это радиотехническое устройство, устанавливаемое на искусственных спутниках земли (ИСЗ) и осуществляющее приём, перенос на другую частоту, усиление и передачу сигнала земной станции спутниковой связи. Нерегенеративный спутниковый ретранслятор является разновидностью активных ретрансляторов.
Нерегенеративный спутниковый ретранслятор не производит демодуляцию принятого сигнала и его модуляцию для последующей передачи, поэтому также его называют ретранслятором без обработки сигнала на борту (РТР без ОСБ).
Ретранслятор (РТР) состоит из нескольких транспондеров (стволов). Число транспондеров ретранслятора может достигать нескольких десятков, а ширина полосы пропускания составляет 27…36, 72…120 МГц.

## Технический состав ретранслятора
Разработка конструктивной схемы РТР основаны на его длительном пребывании в условиях открытого космического пространства в составе ИСЗ. Аппаратура бортовых РТР существенно отличается от аналогичной аппаратуры, находящейся в наземных условиях эксплуатации. Отличия заключаются в применении специальных технологических процессов при изготовлении аппаратуры (специальные методы монтажа, напыления и т. д.).
В состав ретранслятора входят:
- Приемные, передающие и/или приемопередающие антенны со своими фидерными трактами;
- Транспондеры (стволы).

Технически транспондер обычно реализуется на ЛБВ и клистронах.
В состав транспондера входят:
- Малошумящий усилитель (МШУ);
- Преобразователь частоты (ПрЧ);
- Ствольный фильтр;
- Канальный усилитель (КУ);
- Выходной каскад — усилитель мощности (УМ).

Упрощённая схема нерегенеративного ретранслятора показана на рисунке.

## Общий принцип работы
Сигнал с центральной частотой {\displaystyle f_{r}} (центральная частота транспондера на приём) поступает на малошумящий усилитель (МШУ), где происходит его предварительное усиление. После сдвига по частоте в преобразователе частоты (ПрЧ) сигнал с частотой {\displaystyle f_{t}} (центральная частота транспондера на передачу) поступает на ствольный фильтр, где происходит формирование заданной полосы пропускания. Затем сигнал усиливается в канальном усилителе (КУ) до уровня, необходимого для нормальной работы мощного выходного каскада. Далее сигнал поступает на передающую антенну.
В большинстве ретрансляторов суммарный коэффициент усиления транспондера составляет 105…125 дБ, причем, основное усиление сигнала происходит на выходной частоте (85…90 дБ), так как реализовать большой коэффициент усиления на входной частоте технически сложно.
С целью уменьшения объёма оборудования МШУ и ПрЧ стремятся сделать общими для группы транспондеров.

## Оценка энергетики линии связи через нерегенеративный спутниковый ретранслятор (основные уравнения)
Рассмотрим вариант схемы связи между двумя, идентичными по своим техническим параметрам, земными станциями (ЗС) «точка -точка» (схема связи показана на рисунке). Оценка энергетики производится с помощью основного уравнения радиосвязи (с учётом технических параметров РТР).
Разобьем линию связи на участки ЗС1 — РТР и РТР-ЗС2 и оценим их энергетику по отдельности.

### Линия ЗС1 — РТР
Основное уравнение радиосвязи для линии ЗС1 — РТР:
{\displaystyle {\frac {E_{b}}{N_{0}}}={\frac {P_{t1}\cdot G_{t1}\cdot G_{r1}\cdot \lambda _{1}^{2}\cdot L}{(4\cdot \pi \cdot R_{1})^{2}\cdot k_{b}\cdot T_{n1}\cdot C}}}
где, {\displaystyle {\frac {E_{b}}{N_{0}}}-} отношение энергии бита к спектральной плотности мощности шума на входе ретранслятора; {\displaystyle P_{t1}-} мощность передатчика земной станции [Вт]; {\displaystyle G_{t1}-} коэффициент усиления антенны ЗС по передаче; {\displaystyle G_{r1}-} коэффициент усиления антенны РТР на приём; {\displaystyle \lambda _{1}-} длина волны транспондера на приём [м]; {\displaystyle R_{1}-} наклонная дальность от точки расположения ЗС1 на земной поверхности до ИСЗ [м]; {\displaystyle k_{b}-} постоянная Больцмана; {\displaystyle T_{n1}-} шумовая температура антенны РТР [К]; {\displaystyle C-} информационная скорость [бит/с]; {\displaystyle L} — потери на распространение электромагнитной волны свободном пространстве.
Заменим {\displaystyle P_{t1}\cdot G_{t1}=A_{1}} и {\displaystyle {\frac {G_{r1}}{T_{n1}}}=B_{1}}, получим:
{\displaystyle {\frac {E_{b}}{N_{0}}}={\frac {A_{1}\cdot B_{1}\cdot \lambda _{1}^{2}\cdot L}{(4\cdot \pi \cdot R_{1})^{2}\cdot k_{b}\cdot C}}}
где, {\displaystyle A_{1}-} эквивалентная изотропная излучаемая мощность (ЭИИМ) земной станции [дБВт]; {\displaystyle B_{1}-} добротность на приём ретранслятора [дБ/К].

### Оценка коэффициента усиления транспондера
Для оценки коэффициента усиления воспользуемся следующим упрощением: объединим МШУ и КУ в один усилитель и учтем то, что усилитель работает в линейном режиме (то есть суммарная загрузка транспондера по мощности поддерживается на уровне минус 3 дБ). Тогда коэффициент усиления транспондера определим из выражения:
{\displaystyle K={\frac {P_{t2}}{2\cdot P_{in}}}}
где, {\displaystyle P_{t2}-} мощность передатчика ретранслятора [Вт]; {\displaystyle P_{in}-} мощность на входе транспондера [Вт].
Мощность на входе транспондера можно вычислить следующим образом:
{\displaystyle P_{in}=\Pi \cdot S_{a}={\frac {\Pi \cdot G_{r1}\cdot \lambda _{1}^{2}}{4\cdot \pi }}}
где, {\displaystyle \Pi -} плотность потока мощности входных сигналов, обеспечивающий насыщение транспондера [Вт/м²]; {\displaystyle S_{a}-} эффективная площадь апертуры приемной антенны РТР [м²].
{\displaystyle G_{r1}=G_{t2}\cdot \left({\frac {\lambda _{2}}{\lambda _{1}}}\right)^{2}={\frac {A}{P_{t2}}}\cdot \left({\frac {\lambda _{2}}{\lambda _{1}}}\right)^{2}}
где, {\displaystyle G_{t2}-} коэффициент усиления антенны РТР на передачу; {\displaystyle \lambda _{2}-} длина волны на передачу [м]; {\displaystyle A-} эквивалентная изотропная излучаемая мощность РТР [дБВт].
Тогда для коэффициента усиления транспондера можно записать:
{\displaystyle K={\frac {2\cdot \pi \cdot P_{t2}^{2}}{\Pi \cdot A\cdot \lambda _{2}^{2}}}}